# Узун, Адем
Адем Бурак Узун (тур. Adem Burak Uzun, род.1 января 2001) — турецкий борец греко-римского стиля, чемпион Европы 2023 года.

## Биография
Родился в 2001 году. С 2016 года выступает на различных международных соревнованиях. В 2018 году стал чемпионом Европы среди кадетов. В 2021 году стал серебряным призёром молодёжного чемпионата Европы. В этом же году завоевал бронзу на молодёжном чемпионате мира.
В апреле 2023 года на чемпионате континента в хорватской столице, в весовой категории до 55 кг Адем в схватке за золотую медаль поборол спортсмена из Азербайджана Эльдениза Азизли и завоевал чемпионский титул европейского первенства. Принял участие в Тирана-2023, где в полуфинале проиграл со счетом 1:9 азербайджанскому борцу Фариду Садихли, пройдя в четверть-финале Кэмден Ной Рассела из США
Адем Бурак Узун принял участие в чемпионате Европы по борьбе 2024, который прошел в Бухаресте с 12 по 18 февраля 2024 года, где проиграл Манвелу Хачатряну  из Армениии со счетом 5:13.